# Holidays in the Sun
A Holidays in the Sun a Sex Pistols angol punk együttes negyedik kislemeze, amelyik 1977. október 14-én jelent meg. A dal szerepelt az együttes egyetlen lemezén. A kislemez a 8. helyig jutott a brit kislemezlistán, és 30 évig ez volt együttes utolsó kislemeze, amelyen Johnny Rotten énekes is közreműködött. Az együttes neve alatt három további kislemez jelent meg: a No One Is Innocent (Steve Jones, Paul Cook és Ronnie Biggs), valamint a My Way és a Something Else (mindkettő Sid Vicious munkája).

## Háttér
A dalt egy Jersey szigeti kirándulás ihlette. Ezt az utat néhány hetes berlini tartózkodás követte. Habár a várost "esősnek és lehangolónak" tartották, az együttes tagjai örültek, hogy kiszabadultak Londonból. A Holidays in the Sun később az együttes albumának nyitódala lett. A B-oldalon hallható Satellite az együttes első fellépéseiről szól a "szatelitvárosokban". A Sex Pistols szívesen játszott Londonon kívül, mivel így elszakadhattak menedzserüktől, Malcolm McLaren-től.
A dal katonai csizmák hangjával kezdődik. A szám legfőbb melódiája hasonlít a The Jam In the City-jére, amely néhány hónappal korábban jelent meg. A két együttesnek legalább egy közös koncertje volt (1976. október 21-én). Ekkor a The Jam már stúdióban volt, és az In the City első demóit rögzítette. Bruce Foxton, a The Jam basszusgitárosa 1994-es könyvében feltételezte, hogy tőlük lopták el a riffet.

## Promóciós poszterek
Kétféle poszter jelent meg a kislemez reklámozására, az egyik a kislemez borítójának felnagyított változata.
A másik poszter egy tengerparti jelenet fekete-fehér képét ábrázolta. Ezt a változatot az 1980-as évek folyamán többször reprodukálták.